# Purge (occupation du Japon)
 (octobre 2016).
La purge durant l'occupation du Japon désigne l'interdiction faite à des personnalités japonaises de s'engager dans le service public, par ordre du commandant suprême des forces alliées (CSFA) après la défaite du pays à l'issue de la Seconde Guerre mondiale. Elle se termine avec l'indépendance du Japon en 1952.

## Description générale
L'ordonnance no 109 publiée au nom de l'empereur du Japon interdit aux prisonniers de guerre, aux collaborateurs de la Seconde Guerre mondiale, aux membres du Dai Nippon Butokukai, du Taisei Yokusankai et du Gokokudoshikai d'être employés dans le service public en 1946. En 1947, l'éventail des postes interdits s'élargit et comprend les entreprises privées. Plus de 200 000 personnes sont écartées. Un comité de qualification des mises à l'écart est créé pour répondre aux recours entre mars 1947 et mars 1948 et la procédure est reprise en février 1949. L'ordonnance n ° 109 est abolie par la loi no 94 en 1952 après l'indépendance. En 1948, 148 personnes, dont les hommes politiques Wataru Narahashi et Shigeru Hori, se voient refuser la levée de leur mise à l'écart et quatre personnes, dont Takeru Inukai, sont relevées de leur exclusion.

## Effets de la purge
Des personnalités du monde politique disparaissent et la nouvelle génération accède au pouvoir. Les gauchistes et les sympathisants communistes occupent des postes de responsabilité, notamment dans l'éducation et les communications de masse, ce qui est contraire à la volonté des autorités d'occupation. Néanmoins, la purge des responsables gouvernementaux, y compris les juges et ceux appartenant au Tokubetsu Kōtō Keisatsu, est moins sévère; ces derniers sont affectés à d'autres postes. Quatre-vingts pour cent des membres de la Chambre des représentants sont écartés, mais leurs familles se présentent aux élections pour préserver leurs sièges. La politique des autorités d'occupation est modifiée par la grève générale prévue pour le 1er février, mais celle-ci est empêchée sur ordre du CSFA et avec le début de la guerre de Corée de 1950, et ceux qui sont écartés deviennent gauchistes sous l'appellation de purge rouge ou peur rouge.

## Fin de la purge
En 1950, la mise à l'écart de certaines personnes, dont des membres de l'armée et de la marine, est levée. En mai 1951, le général Matthew Ridgway déclare que la politique d'exclusion sera généralement adoucie et le pouvoir transféré au gouvernement japonais. En 1951, plus de 250 000 personnes sont libérées de leur mise à l'écart. À la fin, Nobusuke Kishi et 5500 autres personnes restent écartées.

## Personnalités politiques concernées
- Satoshi Akao, homme politique d'extrême droite également appelé Akao Bin.
- Ikeda Shigeaki, également connu sous le nom Seihin Ikeda, homme d'affaires et homme politique. Directeur de la banque Mitsui de 1909 à 1933, il est nommé gouverneur de la Banque du Japon en 1937, et sert comme ministre des finances dans le cabinet du premier Ministre Fumimaro Konoe de 1937 à 1939.
- Tanzan Ishibashi, journaliste et homme politique.
- Kanji Ishiwara, général de l'armée impériale japonaise pendant la Seconde Guerre mondiale.
- Fusae Ichikawa, féministe, femme politique et chef de file du mouvement pour le suffrage des femmes.
- Taketora Ogata, journaliste, vice-président du journal Asahi Shimbun devenu homme politique par la suite.
- Masatsune Ogura, homme politique et homme d'affaires.
- Keizō Shibusawa, homme d'affaires, banquier central et philanthrope. Il est le 16e gouverneur de la Banque du Japon.
- Ichiro Hatoyama, homme politique, 52e, 53e et 54e premier ministre du Japon.
- Prince Naruhiko Higashikuni, 43e premier ministre du 17 août 1945 au 9 octobre 1945.
- Jiichirō Matsumoto, célèbre homme politique et homme d'affaires japonais. Il est chef du mouvement de Libération burakumin à son début et appelé « Père de la libération Buraku » dans la ligue de libération Buraku.

## Hommes d'affaires concernés
- Namihei Odaira, entrepreneur et philanthrope, fondateur ce qui est maintenant connu comme Hitachi Ltd.
- Ichizō Kobayashi, parfois appelé par son pseudonyme Itsuo, industriel japonais surtout connu comme le fondateur de Hankyu Railway et de la revue Takarazuka.
- Keita Gotō], homme d'affaires qui a fat du groupe Tokyu l'un des plus importants groupes de sociétés au Japon.
- Yasujirō Tsutsumi, entrepreneur, homme politique, et magnat des affaires à l'origine d'une dynastie qui est devenu la famille la plus riche et la plus influente du XXe siècle au Japon.
- Konosuke Matsushita, industriel, fondateur de Panasonic.

## Autres
- Shigeyoshi Matsumae, ingénieur électrique, inventeur du système de support par câble non chargé, homme politique et fondateur de l'université Tōkai. Matsumae, actif dans l'association de soutien à l'autorité impériale se trouve à la tête du Ministère des Communications (Teishin-in), du 30 août 1945 au 8 avril 1946).
- Kan Kikuchi, également connu sous le nom Hiroshi Kikuchi, auteur japonais fondateur de la société d'édition Bungeishunjū, du magazine mensuel éponyme,  de l'association des écrivains japonais et des prix littéraires Akutagawa et Naoki. Il préside également la Daiei Motion Picture Company (aujourd'hui Kadokawa Herald Pictures).
- Matsutarō Shōriki, criminel de « classe A » après la guerre. Il est également connu comme le père du baseball professionnel japonais. Magnat des médias, propriétaire du Yomiuri Shimbun, l'un des principaux quotidiens du Japon, il fonde la première station de télévision commerciale du Japon, Nippon Television Network Corporation. Il a également été élu à la Chambre des représentants, nommé à la Chambre des Pairs et fut l'un des maîtres de judo ayant le plus de réussite.
- Tokutomi Sohō, nom de plume d'un journaliste et historien actif à partir de la fin de l'ère Meiji jusqu'au milieu de l'ère Shōwa. Son nom véritable est Tokutomi Iichiro.
- Tetsuzō Iwamoto, l'un des meilleurs as de l'aviation de chasse de l'empire du Japon pendant la Seconde Guerre mondiale.
- Eiji Tsuburaya, réalisateur d'effets spéciaux de nombreux films de science-fiction japonais, y compris la série Godzilla. Aux États-Unis, il est aussi connu comme le créateur de Ultraman.
- Masahiro Yasuoka, lettré du yangmingisme qui, par sa philosophie, aurait influencé de nombreux personnalités politiques japonaises, y compris les Premiers ministres d'après-guerre du Japon. Il a été considéré comme un négociateur de pouvoir en coulisses ou « éminence grise ».
- Dairoku Harada, archéologue dans la région de Fukuoka. Incorporé dans l'armée, il est envoyé en Chine.

## Source de la traduction
- (en) Cet article est partiellement ou en totalité issu de l’article de Wikipédia en anglais intitulé « Purge (During Occupation of Japan) » (voir la liste des auteurs).